# Uwe Ebel
Uwe Ebel (* 16. Februar 1943 in Duisburg; † 19. Juni 2023) war ein deutscher Skandinavist.

## Leben
Nach dem Staatsexamen 1971 in den Studienfächern Germanistik und Philosophie, der Promotion 1972 zum Dr. phil. im Hauptfach Germanistik bei Günther Weydt und der Habilitation 1980 mit der Venia legendi Nordische Philologie wurde er 1982  Professor für Nordische Philologie und 1987 auf eine Professur am Nordischen Seminar der Universität Münster berufen.
Ebel forschte unter anderem auf den Gebieten Mediävistische Skandinavistik, Altgermanistik und Weltliteratur, Literatur des 19. Jahrhunderts, Nationaltheater, Symbolismus, Thomas Mann sowie Wissenschaftstheorie der Germanistik.

## Schriften (Auswahl)
- Rezeption und Integration skandinavischer Literatur in Thomas Manns „Buddenbrooks“. Neumünster 1974, OCLC 941044913.
- Studien zur skandinavischen Reisebeschreibung von Linné bis Andersen. Frankfurt am Main 1981, ISBN 3-88129-418-X.
- Beiträge zur Nordischen Philologie. Frankfurt am Main 1982, ISBN 3-88129-533-X.
- Kontinuität und Diskontinuität sprachkünstlerischer Gestaltung im Epochenwandel. Holberg, Sterne, Strindberg, Jacobsen. Frankfurt am Main 1985, ISBN 3-88129-925-4.